# Corydalis maracandica
Corydalis maracandica är en vallmoväxtart som beskrevs av M.A. Mikhailova. Corydalis maracandica ingår i släktet nunneörter, och familjen vallmoväxter. Utöver nominatformen finns också underarten C. m. diffusa.